# Kasabian
Kasabian je anglická rocková kapela z Leicesteru, založená v roce 1997. V originální sestavě byl zpěvák Tom Meighan, kytarista a zpěvák Sergio Pizzorno, kytarista Chris Karloff a baskytarista Chris Edwards. 

## Historie
V roce 2004 se ke kapele připojil bubeník Ian Matthews. Během let se několikrát obsazení skupiny změnilo.

Hudba kapely bývá popisována jako směs The Stone Roses a Primal Scream s rozmáchlostí Oasis. Za svou hudbu získali několik cen a uznání v médiích, včetně ceny Brit Award v roce 2010 za nejlepší britskou skupin.

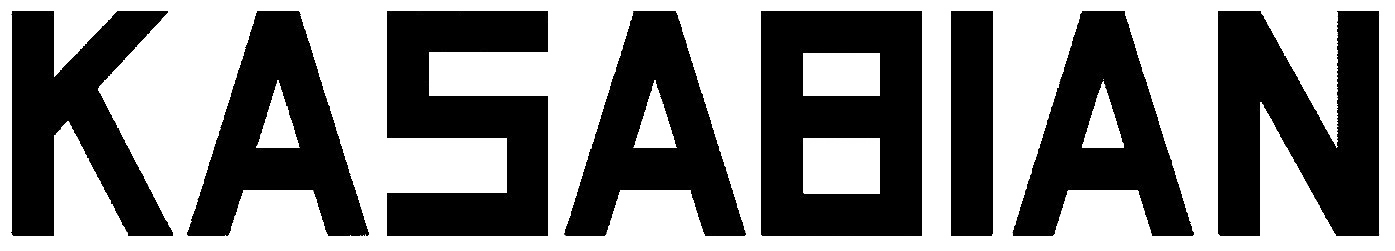
Logo kapely

Jeden ze svých nejznámějších singlů, „Club Foot“, věnovali Janu Palachovi. Klip k písni zobrazuje vpád sovětských tanků během maďarského povstání v roce 1956.
Další ze singlů "Fire" byl, mezi sezonami 2010/2011 a 2012/2013, používán jako oficiální znělka anglické Premier League.
Hlavní zpěvák Tom Meighan kapelu opustil v červenci 2020, kvůli napadení své manželky. Druhý zpěváka skupiny Sergio Pizzorno ho jako zpěvák plnohodnotně nahradil.
Vydali celkem osm studiových alb – Kasabian (2004), Empire (2006), West Ryder Pauper Lunatic Asylum (2009), Velociraptor! (2011), 48:13 (2014), For Crying Out Loud (2017), The Alchemist's Euphoria (2022) a Happenings (2024). 

## Členové
Současní členové
- Sergio Pizzorno – zpěv, rytmická kytara, klávesy, programování, basová kytara (1997–současnost), doprovodné vokály (1997–2020), sólová kytara (2006–2021)
- Chris Edwards – basová kytara, klávesy (1997–současnost), doprovodné vokály (2017–současnost), rytmická kytara (2004–2007)
- Ian Matthews – bicí, perkuse (2005–současnost)
- Tim Carter – sólová kytara, klávesy, doprovodné vokály (2021–současnost, 2013–2021 člen při turné), basová kytara (2022–současnost)

Bývalí členové

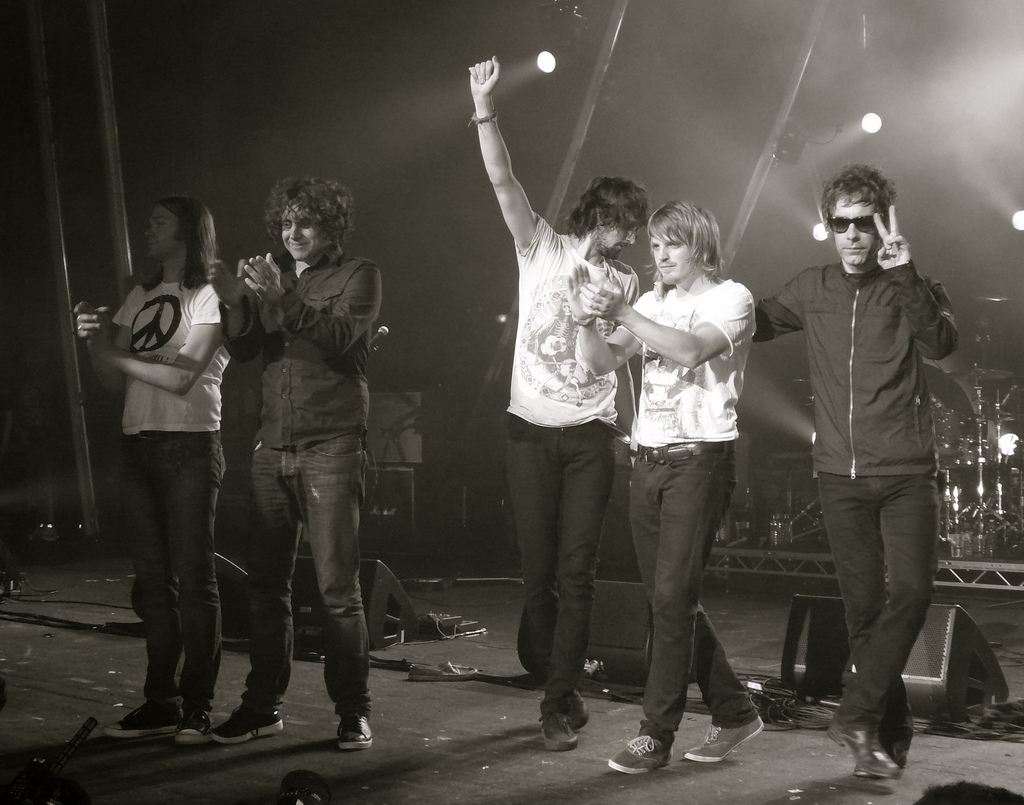
Kasabian v roce 2009

- Tom Meighan – zpěv, kytary, perkuse (1997–2020)
- Christopher "Chris" Karloff – sólová kytara, klávesy, programování, bicí, basová kytara (1997–2006), perkuse (1997–2004)

Členové při turné
- Ben Kesley – klávesy, klavír, doprovodné vokály (2003–2004, 2006–2021), bicí (2003–2004)
- Ryan Glover – bicí (2004)
- Mitch Glover – bicí (2004)
- Daniel "Dan" Ralph Martin – bicí, kytara, klavír (2004)
- Martin Hall-Adams – bicí (2004)
- Jay Mehler – sólová kytara (2006–2012)

## Diskografie

### Studiová alba
- 2004: Kasabian
- 2006: Empire
- 2009: West Ryder Pauper Lunatic Asylum

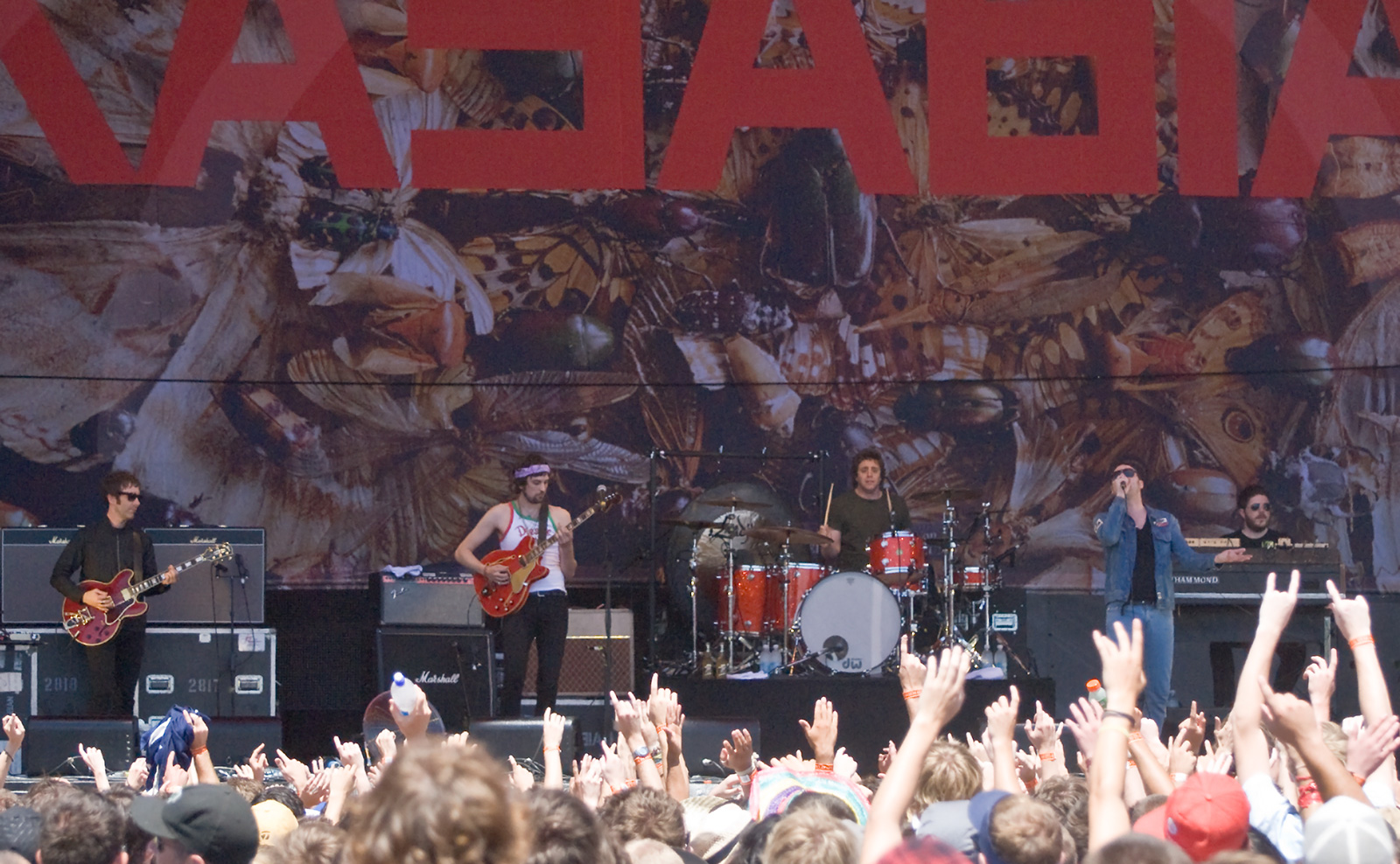
Vystoupení skupiny v roce 2010

- 2011: Velociraptor!
- 2014: 48:13
- 2017: For Crying Out Loud
- 2022: The Alchemist's Euphoria
- 2024: Happenings

### EP
- Fast Fuse (2007)
- West Ryder (2009)

### Živá alba
- 2005: Live From Brixton Academy
- 2012: Live!

### Singly
- 2004: „Reason Is Treason“   „“
- 2004: „Club Foot“
- 2004: „L.S.F.(Lost Souls Forever)“
- 2004: „Processed Beats“
- 2005: „Cutt Off“
- 2005: „Club Foot“ (2. vydání)
- 2006: „Empire“
- 2006: „Shoot the Runner“
- 2007: „Me Plus One“
- 2009: „Fire“
- 2009: „Where Did All The Love Go?“
- 2009: „Underdog“
- 2011: „Switchblade Smiles“
- 2011: „Days Are Forgotten“
- 2011: „Re-Wired“
- 2012: „Man of Simple Pleasures“
- 2014: „Eez Eh“
- 2014: „Bow“
- 2014: „Stevie“
- 2014: „bumblebeee“
- 2017: „You're In Love With A Psycho“
- 2017: „Bless This Acid House“
- 2017: „Comeback Kid“
- 2017 „Ill Ray (The King)“
- 2021 „Alygatyr“
- 2022 „Scriptvre“
- 2022 „Chemicals“
- 2022 „The Wall“
- 2022 „Strictly Old Skool“
- 2023 „Rocket Fuel“
- 2023 „Algorithms“
- 2024 „Call“
- 2024 „Coming Back to Me Good“
- 2024 „Darkest Lullaby“